# Cothelstone
Cothelstone är en ort och civil parish i Storbritannien.   Den ligger i grevskapet Somerset och riksdelen England, i den södra delen av landet, 220 km väster om huvudstaden London. Cothelstone ligger 98 meter över havet och antalet invånare är 111.
Terrängen runt Cothelstone är kuperad åt nordost, men åt sydväst är den platt. Runt Cothelstone är det ganska tätbefolkat, med 222 invånare per kvadratkilometer. Närmaste större samhälle är Taunton, 8,4 km sydost om Cothelstone. Trakten runt Cothelstone består i huvudsak av gräsmarker.